# Soissons
Soissons je zgodovinsko mesto in občina v severni francoski regiji Pikardiji, podprefektura departmaja Aisne. Leta 1999 je mesto imelo 29.453 prebivalcev. Leži ob reki Aisne, približno 100 kilometrov severovzhodno od Pariza in je eno najstarejših mest v Franciji in je verjetno starodavna prestolnica Suesionov starodavnega belgijskega plemena, ki je proti koncu železne dobe živelo na območju med rekama Oise in Marne v današnji Franciji. Soissons je tudi zgodnjekatoliška škofija, ki sega okoli leta 300 in je bila lokacija cerkvenih sinod, imenovanih Soissonski svet.

## Zgodovina
Soissons vstopa v pisno zgodovino pod svojim keltskim imenom (kot je pozneje izposojeno v latinščini), Noviodunum, kar pomeni 'novo gradišče'. V rimskem obdobju je bilo to mesto Suessiones, ki ga omenja Julij Cezar (B. G. ii. 12). Cezar (B.C. 57) je po odhodu iz Aksone (sodobno Aisne) vstopil na ozemlje Suesionov in naredil enodnevni dolgi pohod, dosegel Noviodunum, ki je bil obdan z visokim zidom in širokim jarkom. Kraj se je Cezarju predal.
Od 457 do 486, pod Egidijem in njegovim sinom Sjagrijem, je bil Noviodunum glavno mesto kraljevine Soissons, dokler ni padel pod frankovskega kralja Klodvika I. leta 486 po bitki pri Soissonsu.
Del frankovskega ozemlja Nevstrije, regije Soissons in opatije Saint-Médard, ki je bila ustanovljen v 6. stoletju, je imel pomembno politično vlogo v času vladanja merovinških kraljev (med letoma 447–751). Po smrti Klodvika I. leta 511 je bil Soissons prestolnica enega od štirih kraljestev, v katere je bila razdeljena njegova država. Končno je kraljestvo Soissons izginilo leta 613, ko so se frankovske dežele združile pod Klotarjem II..
Koncil v Soissonu leta 744 se je sestal na pobudo Pipina Malega in svetega Bonifacija, papeževega misijonarja v poganski Nemčiji, ki je zagotovil obsodbo frankovskega škofa Adalberta in irskega misijonarja Clementa.
Med stoletno vojno so francoske sile naredile zloglasni pokol angleških lokostrelcev, ki so bili nameščeni v mestnem garnizonu, v katerem so bili številni francoski meščani posiljeni in ubiti. [4] Pokol francoskih državljanov s strani francoskih vojakov je pretresel Evropo; Henrik V. Angleški, ki ugotavlja, da je bilo mesto Soissons posvečeno svetnikoma Crispinu in Crispinianu, naj bi maščeval čast svetnikov, ko se je srečal s francoskimi silami v bitki pri Azincourtu na dan sv. Crispina leta 1415.
Med junijem 1728 in julijem 1729 je gostil kongres Soissons, ki je poskušal razrešiti dolgoletno vrsto sporov med Kraljevino Veliko Britanijo in Španijo, ki se je prelila v angleško-špansko vojno leta 1727-1729. Kongres je bil v veliki meri uspešen in je privedel do podpisa mirovne pogodbe (Seviljski mir 1729).
Med prvo svetovno vojno je mesto dočakalo močno bombardiranje. Po katastrofalni ofenzivi Chemin des Dames v drugi bitki za Aisne je prišlo do upora. Za cerkvijo sv. Petra, poleg sodišča v Soissonsu, stoji kip, postavljen s podobami francoskih vojakov, ki so bili ubiti v akciji leta 1917.
16. junija 1972 je bilo 108 potnikov ubitih, ko sta dva potniška vlaka zadela ob ruševine propadlega predora.
Mesto je bilo na glavni poti popolnosti sončnega mrka 11. avgusta 1999.

## Geografija
Soissons leži med občinama Laon na severovzhodu, Compiègne na zahodu, Parizom na jugozahodu in Reimsom na vzhodu. Občina je na južnem bregu reke Aisne, katere levi pritok Crise se izliva v občini.

## Administracija
Soissons je sedež dveh kantonov:
- Kanton Soissons-Jug (del občine Soissons, občine Belleu, Berzy-le-Sec, Billy-sur-Aisne, Courmelles, Mercin-et-Vaux, Missy-aux-Bois, Noyant-et-Aconin, Ploisy, Septmonts, Vauxbuin: 28.233 prebivalcev),
- Kanton Soissons-Sever (del občine Soissons, občine Chavigny, Crouy, Cuffies, Juvigny, Leury, Pasly, Pommiers, Vauxrezis, Venizel, Villeneuve-Saint-Germain: 21.845 prebivalcev).

Mesto je prav tako sedež okraja, v katerega so poleg njegovih dveh vključeni še kantoni Braine, Oulchy-le-Château, Vailly-sur-Aisne, Vic-sur-Aisne in Villers-Cotterêts.

## Znamenitosti
Danes je Soissons trgovsko in proizvodno središče s stolnico iz 12. stoletja in ruševinami opatije St. Jean des Vignes kot dvema najpomembnejšima zgodovinskima stavbama. Bližnji Espace Pierres Folles ima muzej, geološko pot in botanični vrt.
 Stolnica
Stolnica svetega Gervazija in Protazija, Soissons je zgrajena v gotskem slogu. Gradnja južnega transepta se je začela okoli leta 1177, najnižji deli kora leta 1182. Kor s prvotno tri nadstropno višino in izjemno visokim svetlobnim nadstropjem je bil dokončan leta 1211. To je bilo prej kot v Chartresu, na katerem je bila zasnovana. Delo se je nato nadaljevalo v ladji do konca 13. stoletja. 
Opatija Notre Dame
Nekdanja opatija Notre Dame je nekdanja kraljeva opatija, ustanovljena v merovinškem obdobju, znana po bogatem zakladu relikvij, vključno z "čevljem Device". Opatija je imela prestižne opatice, kot sta Gisèle, sestra Karla Velikega ali Katarina Bourbonska, teta Henrika IV.
Opatija Saint-Médard
Opatija Saint-Médard je bil benediktinski samostan v Soissonsu, katerega temelji sega v 6. stoletje. Danes ostaja samo kripta.
Hôtel de ville
Od leta 1833 je mestna hiša nastanjena v dvorcu, ki ga je med letoma 1772 in 1775 zgradil arhitekt Jean-François Advyné, na zahtevo intendanta Pelletierja Mortefontaina na mestu prejšnje stavbe grofov Soissons.
Arsenal: razstave sodobne umetnosti. Britanski spomenik (1914–1918)
Samostan Sv. Jean des Vignes 
Samostan sv. Jean des Vignes je bil samostan auguštincev in je stal na jugozahodnih gričih Soissonsa. Ostale so samo ruševine, od katerih je zahodna fronta še vedno ena najbolj spektakularnih arhitekturnih delov mesta.

## Pobratena mesta
- Banamba (Koulikoro, Mali),
- Berkane (Maroko),
- Câmpulung (Vlaška, Romunija),
- Eisenberg (Turingija, Nemčija),
- Stadthagen (Spodnja Saška, Nemčija),
- Tibouamouchine (Alžirija).